# 러시아 육군
러시아 육군(러시아어: Сухопу́тные войска́ [СВ] Sukhopútnye Voyská [SV][*])은 영어로 러시아 육군으로도 알려져 있으며, 러시아 연방군의 육군이다. 러시아 대통령은 러시아 연방군 최고사령관이다. 러시아 지상군 총사령관은 러시아 지상군의 최고 지휘관이다. 그는 러시아 대통령에 의해 임명된다. 지상군 본부는 모스크바에 있다.

## 임무
러시아 지상군의 주요 임무는 국경 보호, 육상 싸움, 점령 지역의 보안, 그리고 적군 격파이다. 지상군은 핵전쟁과 비핵전쟁 모두에서, 특히 대량살상무기를 사용하지 않고 이러한 목표를 달성할 수 있어야 한다. 또한, 지상군은 국제적 의무의 틀 내에서 러시아의 국익을 보호할 수 있어야 한다.
지상군 본부는 공식적으로 다음 목표를 수행한다.
- 러시아 연방군 총참모부가 정한 임무를 기반으로 한 전투 병력 훈련
- 특수 부대(틀:러시아어 위키백과): 공병, 러시아 통신 부대; 화학, 자동차 수송, 러시아 철도 부대, 도로 부대(건설)와 같은 여러 전투근무지원 부대를 포함하는 용어)를 포함한 병력 구조 및 구성 개선, 병력 수 최적화
- 군대 이론 및 실습 개발
- 훈련 야전 매뉴얼, 전술 및 방법론 개발 및 도입
- 지상군의 작전 및 전투 훈련 개선

대부분의 특수부대인 스페츠나츠 GRU는 이제 총참모부 주정보국의 통제하에 있음을 분명히 밝혀야 한다.

## 역사
소련이 해체되면서, 새로운 독립국가연합을 위해 소련군을 단일 군사 구조로 유지하려는 노력이 이루어졌다. 마지막 소련의 국방상, 예브게니 샤포시니코프 원수는 1991년 12월 CIS군의 최고사령관으로 임명되었다. 과도기를 지시하기 위해 이전 공화국들이 서명한 수많은 조약 중에는 1992년 2월 14일 민스크에서 서명된 일반 목적군에 대한 임시 협정이 있었다. 그러나 우크라이나(및 잠재적으로 다른 공화국들)가 공동 일반 목적군 개념을 훼손하고 자체 군대를 형성하기로 결정했다는 것이 분명해지자, 새로운 러시아 정부는 자체 군대를 형성하기 시작했다.
러시아 대통령 보리스 옐친은 1992년 5월 7일 러시아 국방부를 창설하는 대통령령에 서명하여 러시아 연방군의 다른 군종과 함께 러시아 지상군을 설립했다. 동시에 총참모부는 주동독 소련군, 폴란드의 북부군, 체코슬로바키아의 중부군, 헝가리의 남부군, 그리고 몽골에서 수만 명의 인력을 철수하는 과정에 있었다.
37개 소련 육군 사단이 4개 군사 집단과 발트해 국가에서 철수해야 했으며, 총 57개 사단이 벨라루스와 우크라이나에 인계되었다. 철수 규모는 소련 육군 사단 목록 (1989-1991)에서 짐작할 수 있다. 해체되는 소련 지상군에게, 이전 바르샤바 조약 기구 국가와 발트해 국가로부터의 철수는 극도로 힘들고, 비용이 많이 들며, 병약하게 만드는 과정이었다.
연방 붕괴 후 러시아에 남아있던 군관구는 대부분 이동식 간부 부대로 구성되어 있었기 때문에, 지상군은 상당 부분 동유럽에서 이전의 완전 병력 부대들을 자원이 부족한 군관구로 재배치하여 창설되었다. 그러나 이들 군관구의 시설은 해외에서 돌아오는 인력과 장비의 홍수를 수용하기에 불충분했으며, 많은 부대들이 "열차에서 빈 들판으로 하역되었다." 유럽 재래식 무기 감축 조약에 따라 많은 양의 무기를 파괴하고 이전해야 할 필요성도 큰 조정이 필요했다.

### 소련 이후 개혁 계획
러시아 국방부의 신문 붉은 별은 1992년 7월 21일 개혁 계획을 발표했다. 훗날 한 평론가는 이것이 총참모부가 "급진적인 변화에 대한 대중의 요구를 충족시키기 위해 성급하게" 준비한 것이라고 말했다. 러시아 연방군 총참모부는 그 시점부터 보수주의의 보루가 되어, 이후 심각해진 문제들을 야기했다. 개혁 계획은 육군-사단-연대 구조에서 군단-여단 체제로의 변경을 주장했다. 새로운 구조는 전선이 없는 상황에서 더 유능하고, 모든 수준에서 독립적인 행동이 더 가능하도록 해야 했다.
지휘 수준을 하나 줄이고, 전구 사령부와 전투 대대 사이에 세 개의 상위 제대 중 두 개를 생략하면 경제적 이점을 얻고, 유연성을 높이며, 지휘 통제 체계를 단순화할 수 있었다. 새로운 구조로의 예상된 전환은 드물고, 불규칙했으며, 때로는 역전되기도 했다. 새로 등장한 여단은 대부분 제안된 여단 병력 수준으로 해체된 사단들이었다. 해체되는 전차 부대를 기반으로 모스크바 군관구에 새로운 제3차량화소총사단과 같은 새로운 사단들이 편성되었고, 새로운 여단이 아닌 사단들이 만들어졌다.
1990년대 초 계획된 개혁 중 성사된 것은 거의 없었는데, 세 가지 이유 때문이었다. 첫째, 확고한 민간 정치적 지침이 없었다. 옐친 대통령은 군대가 개혁되는 것보다 통제 가능하고 충성스러운지 확인하는 데 주로 관심이 있었다. 둘째, 자금 감소가 진전을 악화시켰다. 마지막으로, 군 내부에서 어떤 개혁이 시행되어야 하는지에 대한 확고한 합의가 없었다. 초대 러시아 국방부 장관(1992-96)인 파벨 그라초프 장군은 개혁을 널리 알렸지만, 대규모의 저병력 부대와 계속되는 대규모 징집을 가진 구 소련식 육군을 보존하기를 원했다. 총참모부와 각 군종은 확고한 새로운 지침이 없는 상황에서 소련 시대의 교리, 배치, 무기 및 임무를 보존하려고 했다.
영국 군사 전문가 마이클 오어는 그들의 교육 때문에 계층 구조가 바뀐 상황을 완전히 이해하는 데 큰 어려움을 겪었다고 주장한다. 러시아 군사 아카데미 졸업생으로서 그들은 훌륭한 작전 및 참모 훈련을 받았지만, 정치적으로는 국제 문제에 대한 폭넓은 이해보다는 이데올로기를 배웠다. 따라서 NATO 확장에 집중했던 장군들은 자신들과 군대를 그들이 직면한 새로운 기회와 도전에 적응시키지 못했다.

### 지상군 내 범죄 및 부패
새로운 러시아 지상군은 소련 전임자들로부터 증가하는 범죄 문제를 물려받았다. 소련 말년에 징집 거부가 늘어나면서 당국은 전과가 있거나 러시아어를 거의 또는 전혀 구사하지 못하는 사람들을 징집하여 보상하려고 했다. 범죄율이 급증하여 1990년 9월 모스크바 군 검사는 지난 6개월 동안 범죄가 40% 증가했으며, 심각한 신체 상해가 41% 증가했다고 보고했다. 무기 실종은 특히 동유럽과 캅카스 지역에서 만연한 수준으로 증가했다.
동유럽에서 철수를 지휘한 장군들은 철수하는 군인들을 위한 주택 건설을 위해 예정된 무기, 장비 및 외화를 유용했다. 몇 년 후, 전 독일 주둔군 사령관인 마트베이 부를라코프 장군과 국방부 장관 파벨 그라초프의 연루가 드러났다. 그들은 또한 스캔들을 조사하던 기자 드미트리 홀로도프의 살해를 지시한 혐의를 받았다. 1996년 12월, 이고르 로디오노프 국방부 장관은 지상군 사령관 블라디미르 세묘노프 장군을 그의 직책에 부적합한 활동(보도에 따르면 그의 아내의 사업 활동)으로 해임할 것을 명령했다.
미국 외국 군사 연구국의 1995년 연구는 군대가 "모든 수준에서 만연한 높은 수준의 군사 범죄 및 부패로 점점 더 정의되는 기관"이라고까지 말했다. FMSO는 러시아가 겪고 있는 외상과 같은 사회적 혼란 속에서 범죄 수준은 항상 증가했다고 언급했다. 저자는 군대 내에 만연한 다양한 범죄 중 네 가지 주요 유형을 식별했다: 무기 밀매 및 무기 거래; 사업 및 상업적 벤처; 러시아 국경을 넘는 군사 범죄; 그리고 계약 살인. 무기 실종은 연방 해체 시기에 시작되어 계속되었다. 부대 내에서는 "병사들이 굶주리는 동안 배급품이 팔리고... [반면에] 연료, 예비 부품, 장비를 살 수 있다." 한편, 보이엔코마트는 병역 회피나 더 편안한 배치를 주선하기 위해 뇌물을 받는다.
러시아 국경 너머에서는 군용 항공기로 타지키스탄 국경(러시아 경비병들이 순찰한다고 알려진)을 넘어 마약이 밀수되었고, 러시아 고위 장교인 알렉산더 페렐랴킨 소장은 밀수, 폭리, 부패에 대한 계속적인 불만으로 보스니아 헤르체고비나의 유엔 평화유지군(UNPROFOR)에서 해고되었다. 홀로도프 사건 외에도 스페츠나츠 GRU 요원들이 마피아 청부 살인자로 부업을 하고 있다는 소문이 널리 퍼졌다.
이러한 보고는 계속되었다. 가장 심각한 사례 중 일부는 연료 공급을 지역 사업체로 전용하여 사격장에서 상시 준비 태세의 차량화 소총 연대 전차가 연료가 고갈된 것을 포함한다. 2002년 4월 제20군을 방문한 세르게이 이바노프는 도난 규모가 "단순히 용납할 수 없는" 수준이라고 말했다. 이바노프는 2002년에 사고 또는 범죄 활동의 결과로 전체 군대에서 20,000명의 군인이 부상을 입었으며, 따라서 지상군 수치는 그보다 적을 것이라고 말했다.
병사들을 부대 밖에서 일하게 하는 인력 남용은 오랫동안 이어져 온 관행으로, 징집병들이 대규모 상업 사업체의 인력 공급원에서 장교 가족의 하인 역할까지 다양하게 동원될 수 있었지만, 이제는 세르게이 이바노프의 2005년 10월 428호 명령에 의해 금지되었다. 더욱이 이 명령은 여러 건의 기소 기록이 보고되는 등 시행되고 있다. 푸틴 대통령은 또한 2005년 11월 군사 재산의 부정직한 사용을 중단할 것을 요구했다: "우리는 군대의 물적 기반을 상업적 목적으로 사용하는 것을 완전히 없애야 한다."
부정직한 활동의 범위는 과거에 항공기를 고철로 수출하는 것을 포함했지만, 장교가 기소되는 시점이 바뀌었고, 여행 증명서 거래 및 하급 장교의 병사 식사 상습적 절도에 대한 조사가 보고되기 시작했다. 그러나 영국 군사 분석가들은 "절도와 사기의 전반적인 영향이 실제로 감지되는 것보다 훨씬 크다는 점에 의심의 여지가 거의 없어야 한다"고 언급한다. 세르게이 프리딘스키 군사 검찰총장은 2007년 3월에 "군대 내에서 횡령을 방지하기 위한 체계적인 작업이 없다"고 말했다.
2011년 3월, 세르게이 프리딘스키 군사 검찰총장은 지난 18개월 동안 러시아 지상군에서 범죄가 꾸준히 증가하여 2011년 1월부터 3월까지의 기간에만 500건의 범죄가 보고되었다고 보고했다. 같은 기간 동안 20명의 군인이 불구의 몸이 되었고 2명이 사망했다. 2010년 지상군 범죄는 2009년 대비 16% 증가했으며, 다른 군인에 대한 범죄는 보고된 사례의 4분의 1을 차지했다.
이 문제에 더해, 군대 내 "극단주의" 범죄도 증가했는데, 검찰총장에 따르면 "다른 민족이나 지역 출신 군인들이 자신들의 부대 내에서 자신들의 규칙과 질서를 강요하려고" 했다고 한다. 프리딘스키는 또한 군사 조사 부서가 수사 문제에서 효율성이 부족하다는 점을 비난하며, 범죄 사건 6건 중 1건만이 밝혀졌다고 덧붙였다. 군 지휘관들도 군 관계자들에게 군인에 대한 범죄를 은폐했다는 비난을 받았다.
주요 부패 스캔들도 정예 리페츠크 조종사 훈련 센터에서 발생했는데, 부사령관, 참모장 및 다른 장교들이 2010년 초부터 다른 장교들에게서 3백만 루블의 특별 수당을 갈취한 혐의를 받았다. 탐보프 군사 주둔지 검사는 관련자들에게 혐의가 제기되었음을 확인했다. 이 사건은 하급 장교가 개인 블로그에 갈취에 대해 글을 쓰면서 밝혀졌다. 세르게이 프리딘스키 주군사검찰총장은 군 부대 내 추가 수당 분배에서 갈취가 흔하며, "거의 모든 군관구와 함대에서 갈취 사실에 대한 형사 사건이 조사 중"이라고 인정했다.
2012년 8월, 프리딘스키 검찰총장은 다시 범죄 증가를 보고했는데, 2012년 상반기에는 살인 사건이 절반 이상 증가하고, 뇌물 수수 사건이 두 배로 늘었으며, 마약 밀매는 전년 동기 대비 25% 증가했다. 이 통계가 발표된 후, 러시아 병사 어머니 위원회 연합은 군대 내 상황을 "반인륜적 범죄"라고 비난했다.
2013년 7월, 러시아 검찰총장실은 같은 해 부패가 전년 대비 5.5배 증가하여 러시아 정부에 44억 루블(미화 1억 3천만 달러)의 손실을 입혔다고 밝혔다. 또한 같은 기간 러시아 군대에서 등록된 범죄의 총수는 감소했지만, 등록된 범죄 5건 중 1건은 부패 관련 범죄였다.
"2019년, 발레리 페트로프 주군사검사는 군 부서에서 부패로 인해 약 1억 1천만 달러가 손실되었으며 그 수치가 증가 추세에 있다고 보고했다."

### 1993년 러시아 헌정위기 연루
러시아 지상군은 옐친 대통령이 권력 통합과 신자유주의 개혁에 대한 의회의 저항에 따라 러시아 의회를 해산하는 위헌 명령을 내린 후 1993년 러시아 헌정 위기에 마지못해 개입했다. 알렉산드르 루츠코이 부통령을 포함한 의원 집단은 의사당 안에 바리케이드를 쳤다. 그라초프 장군이 이끄는 군대는 대통령에게 공개적인 지지를 보내면서도 장교단의 희망에 따라 중립을 유지하려고 노력했다. 군 지도부는 옐친의 대의명분과 병력의 신뢰성에 대해 모두 확신하지 못했으며, 옐친이 의회를 공격하도록 오랫동안 설득해야 했다.
공격이 마침내 감행되었을 때, 모스크바 주변의 5개 사단에서 온 병력이 사용되었고, 관련된 인원은 대부분 장교와 고위 부사관들이었다. 일부 부대는 반대하면서 모스크바에 배치되었다는 징후도 있었다. 그러나 의사당이 습격당하고 의회 지도자들이 체포되었으며 임시 검열이 가해진 후, 옐친은 권력을 유지하는 데 성공했다.

### 체첸 전쟁

#### 제1차 체첸 전쟁
소련의 해체와 함께 체첸인들은 1991년 11월 전 공군 장교였던 조하르 두다예프 장군의 지도하에 독립을 선언했다. 체첸의 독립 유지는 모스크바의 권위를 약화시키는 것으로 간주되었다; 체첸은 범죄자들의 피난처로 인식되었고, 크렘린 내 강경파가 전쟁을 주장하기 시작했다. 1994년 11월 29일 안보리 회의가 열렸고, 옐친은 체첸인들에게 무장 해제를 명령하며, 그렇지 않으면 모스크바가 질서를 회복할 것이라고 말했다. 파벨 그라초프 국방부 장관은 옐친에게 "두 시간 안에 공수 연대 하나로 그로즈니를 점령하겠다"고 확언했다.
작전은 1994년 12월 11일에 시작되었고, 12월 31일까지 러시아군은 체첸 수도 그로즈니에 진입했다. 제131차량화소총여단은 시내 중심부로 신속하게 진격하라는 명령을 받았지만, 체첸 매복 공격으로 거의 전멸했다. 격렬한 저항 속에서 마침내 그로즈니를 점령한 후, 러시아군은 다른 체첸 거점들로 이동했다. 1995년 6월 스타브로폴 지방에서 체첸 무장 세력이 부됴놉스크 병원 인질극을 벌였을 때 잠시 평화가 가능해 보였지만, 전투는 계속되었다. 이 사건 이후 분리주의자들은 러시아 내에서 반군 또는 테러리스트로 불리게 되었다.
조하르 두다예프는 1996년 4월 21일 러시아의 공습으로 암살되었고, 그 해 여름, 체첸 공격으로 그로즈니를 탈환했다. 당시 안보리 서기였던 알렉산드르 레베디는 1996년 8월 아슬란 마스하도프 체첸 반군 지도자와 회담을 시작하여 8월 22/23일 협정을 체결했다; 그 달 말까지 전투는 끝났다.
공식적인 휴전은 1996년 8월 31일 다게스탄 공화국의 하사뷰르트에서 서명되었으며, 체첸 이치케리아 공화국과 러시아 연방 정부 간의 공식적인 관계 협정은 2001년 말까지 서명할 필요가 없다고 규정했다.
몇 년 후, 드미트리 트레닌과 알렉세이 말라셴코는 체첸에서 러시아군의 성과를 "총사령관부터 징집된 사병에 이르기까지 모든 수준에서 심각하게 미흡했다"고 평가했다. 제1차 체첸 전쟁에서 지상군의 성과는 영국 학자에 의해 "끔찍하게 나빴다"고 평가되었다. 6년 후, 마이클 오어는 "1994-96년 러시아 실패의 근본 원인 중 하나는 제대로 훈련된 군대를 모집하고 배치할 수 없었다는 점"이라고 말했다.
당시 미 육군 마크 허틀링 중령은 1994년 지상군을 방문할 기회가 있었다:
러시아 병영은 스파르타식이었고, 미 육군이 제2차 세계대전 중에 가졌던 것과 유사한 큰 방에 20개의 침대가 일렬로 놓여 있었다. 그들의 식당 음식은 형편없었다. 우리가 관찰한 러시아 "훈련과 연습"은 능력이나 기술을 향상시킬 기회가 아니라, 기동이나 상상력이 거의 없는 암기식 시연이었다. 중견 및 고위 장교 그룹이 연대 지도 훈련을 수행한 군사 대학 교실은 초보적이었고, 어린 병사들이 무전기를 조작하여 가상의 야전 위치에 있는 가상의 부대에 명령을 전달하고 있었다. 차량 방문 시, 나는 T-80 전차에 기어 들어갈 수 있었다. 비좁고, 더러웠으며, 제대로 수리되지 않았다. 그리고 매우 원시적인 시뮬레이터에서 몇 발을 발사하기도 했다.
1999년 6월, 러시아군은 지상군은 아니었지만 NATO와의 대치에 연루되었다. 러시아 공수군의 제1독립공수여단 일부가 코소보의 프리슈티나 국제공항을 점령하기 위해 경쟁했고, 이는 프리슈티나 국제공항 사건으로 이어졌다.

#### 제2차 체첸 전쟁
제2차 체첸 전쟁은 1999년 8월 체첸 민병대가 이웃 다게스탄 공화국을 침공한 후, 9월 초 러시아 전역에서 발생한 네 차례의 테러 폭탄 테러로 빠르게 시작되었다. 이는 러시아가 체첸 용의자들에 대한 군사 행동을 촉발시켰다.
1차 체첸 전쟁에서 러시아군은 주로 포병과 공습으로 지역을 황폐화시킨 후 지상군을 진격시켰다. 1996년과 1999년 사이에 지상군은 개선되었고, 2차 체첸 전쟁이 시작되었을 때, 훈련이 거의 없거나 전혀 없으며 병사들이 함께 복무한 적이 없는 급조된 "혼성 연대" 대신, 부대는 보충병으로 병력을 보강하고 예비 훈련을 거쳐 파견되었다. 이에 따라 전투 능력은 향상되었고, 대규모 저항은 무력화되었다.
이전의 주요 체첸 분리주의 지도자들은 대부분 사망하거나 살해당했는데, 여기에는 전 대통령 아슬란 마스하도프와 주요 군벌이자 테러 공격의 배후인 샤밀 바사예프가 포함된다. 그러나 소규모 분쟁은 계속되었고, 2007년 11월 현재 북캅카스의 다른 지역으로 확산되었다. 이는 분열적인 투쟁으로, 정부 명령에 따르지 않은 고위 장교 중 적어도 한 명은 해임되었다: 겐나디 트로셰프 대장은 덜 중요한 시베리아 군관구의 지휘를 맡는 것을 거부하여 2002년 북캅카스 군관구의 지휘에서 해임되었다.
제2차 체첸 전쟁은 2009년 4월 16일 공식적으로 종료되었다.

### 세르게예프 휘하의 개혁
1997년 이고르 세르게예프가 국방부 장관으로 부임했을 때, 그는 매우 어려운 조건에서 실제적인 개혁을 시작한 것으로 평가된다. 1991년 이후 거의 변동이 없던 군사 교육 기관의 수가 줄어들었고, 시베리아 군관구와 트랜스바이칼 군관구의 합병이 명령되었다. 더 많은 육군 사단이 "상시 준비 태세" 지위를 부여받았으며, 이는 병력 80%, 장비 100%를 충원하는 것을 목표로 했다. 세르게예프는 1998년 8월에 그 해 말까지 6개 사단과 4개 여단이 24시간 비상 대기 상태에 있을 것이라고 발표했다. 세 가지 수준의 병력이 발표되었다: 상시 준비 태세, 저수준, 전략 예비대.
그러나 병력의 질은 이러한 선호 부대에서도 여전히 문제였다. 훈련을 위한 연료 부족과 잘 훈련된 하급 장교 부족은 전투 효율성을 저해했다. 그러나 자신의 옛 병과인 전략 로켓군의 이익에 집중하여, 세르게예프는 1997년 12월 지상군 본부를 해체하도록 지시했다. 오어의 말에 따르면, 이 해체는 "국방부 내 내부 정치 측면에서만 정당화될 수 있는" "군사적 무의미"였다. 그 결과 지상군의 위신은 떨어졌는데, 본부 해체는 적어도 이론적으로는 지상군이 더 이상 공군 및 해군과 동등한 지위를 가지지 못한다는 것을 의미했기 때문이다.

### 푸틴 휘하의 개혁

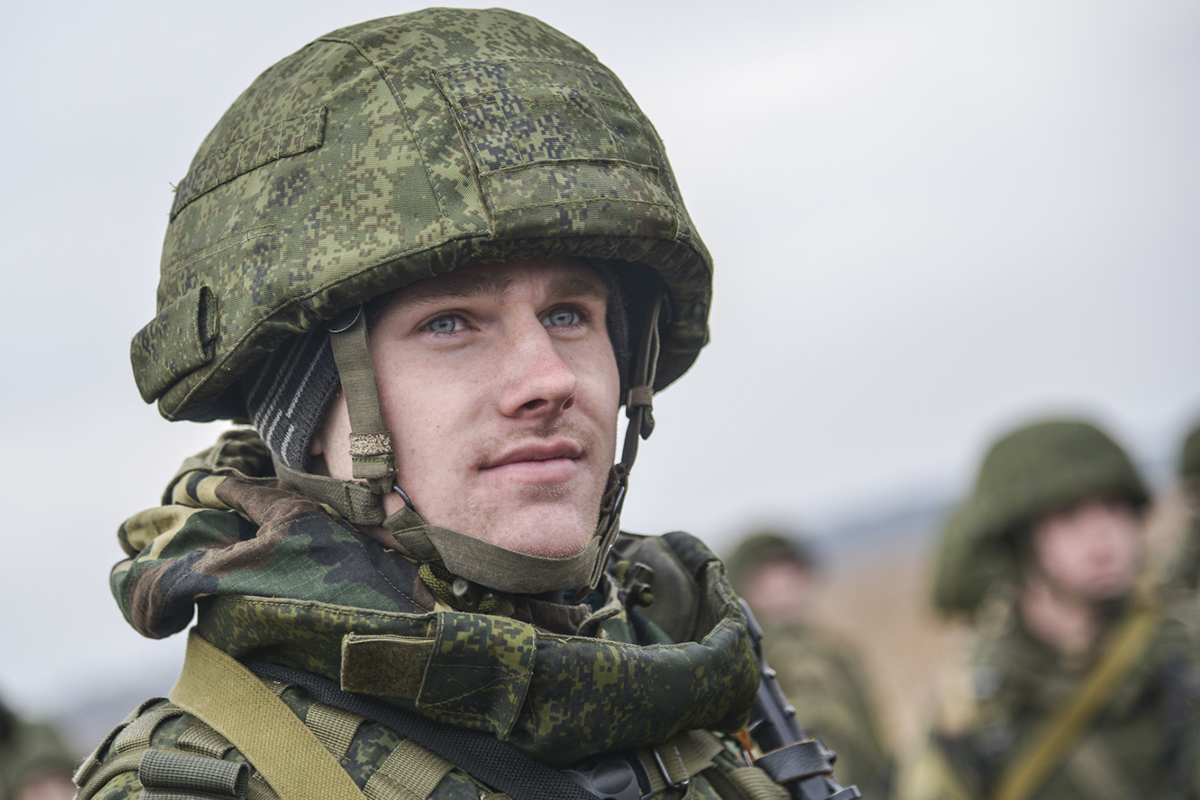
러시아 공수훈련 (2017년)

블라디미르 푸틴 대통령 재임 기간 동안 더 많은 자금이 투입되었고, 지상군 본부가 재설립되었으며, 전문화에 진전이 있었다. 계획에 따르면 의무 복무 기간은 2007년에 18개월로, 2008년까지 1년으로 단축될 예정이었지만, 계약 병사와 징집병으로 구성된 혼합 지상군은 유지될 것이다. (2009년 기준으로 징집병 복무 기간은 12개월이었다.)
자금 증가는 1999년에 시작되었다. 경제 회복과 특히 석유 수입으로 인한 수입 증가 이후, "...러시아 연방 형성 이후 처음으로 공식적으로 보고된 국방비 지출이 명목상으로라도 증가했다." 예산은 2000년 1,410억 루블에서 2001년 2,190억 루블로 증가했다. 이 자금의 대부분은 인력에 지출되었는데, 2001년에 승인된 20% 인상을 시작으로 여러 차례 급여 인상이 있었다. 26,000명의 추가 병장을 포함하는 현재의 전문화 프로그램은 최소 310억 루블(미화 11억 달러)이 소요될 것으로 예상되었다. 증가된 자금은 예산 전체에 걸쳐 분배되었으며, 인력 지출과 함께 더 많은 조달 및 연구개발 자금이 투입되었다.
그러나 2004년에 알렉산더 골츠는 지휘부가 계약병을 구식 징집 패턴에 강제로 넣으려 한다는 점을 감안할 때 지상군을 근본적으로 강화할 희망은 거의 없다고 말했다. 그는 또한 지상군이 앞으로도 어느 정도 군사적 부담이자 "러시아의 가장 시급한 사회 문제"로 남을 것으로 예상된다고 자세히 설명했다. 골츠는 이렇게 결론지었다: "이 모든 것은 러시아군이 나라를 방어할 준비가 되어 있지 않으며, 동시에 러시아에도 위험하다는 것을 의미한다. 최고 군 간부들은 근본적인 변화를 이룰 의지도 능력도 보여주지 않는다."
2007년 5월, 입대 병사들의 급여는 월 65,000 루블(미화 2,750달러)로, 신속 대응 부대에서 전투 임무를 수행하는 장교들의 급여는 월 100,000~150,000 루블(미화 4,230~6,355달러)로 인상될 것이라고 발표되었다. 그러나 징집병 복무 기간을 1년으로 단축하는 움직임이 데도브시나를 방해할지라도, 상당한 사회 변화 없이는 괴롭힘이 완전히 사라질 가능성은 낮다. 같은 출처의 다른 평가들은 러시아군이 2008년에 인구 변화로 인해 징집 기간을 2년에서 1년으로 단축하려는 계획에 방해를 받아 큰 혼란을 겪었다고 지적한다.

### 세르듀코프 개혁
국방부 장관 아나톨리 세르듀코프에 의해 2007년부터 대규모 병력 재편성이 시작되었는데, 모든 사단을 여단으로 전환하고 잉여 장교와 부대를 감축하는 것을 목표로 했다.
2009년 9월 4일 성명에서 러시아 지상군 총사령관 블라디미르 볼디레프는 러시아 지상군의 절반이 6월 1일까지 개혁되었고, 상시 전투 준비 태세를 갖춘 85개 여단이 이미 창설되었다고 말했다. 그 중에는 통합 여단, 미사일 여단, 돌격 여단, 전자전 여단이 포함된다.
2011-2012년 미국 육군 유럽 사령부 사령관이었던 마크 허틀링 장군은 지상군 사령관인 알렉산드르 스트레이초프 대장(미국 중장에 해당)의 초청으로 러시아를 방문했다. "[미국 대사관 모스크바]]와의 예비 회의에서 미 국방 무관은 허틀링에게 지상군이 "여전히 양적으로 상당하지만, 능력과 질은 계속해서 하락하고 있다"고 말했다. 이후 [대장] 스트레이초프가 선택한 학교와 부대를 방문하면서 이러한 결론이 강화되었다. 교실 토론은 유치했으며, 훈련 중인 부대는 대본대로 움직일 뿐 진정한 훈련 가치나 보병, 기갑, 포병, 항공, 재보급 등 합동 작전은 거의 없었다."

### 세르게이 쇼이구 휘하의 개혁

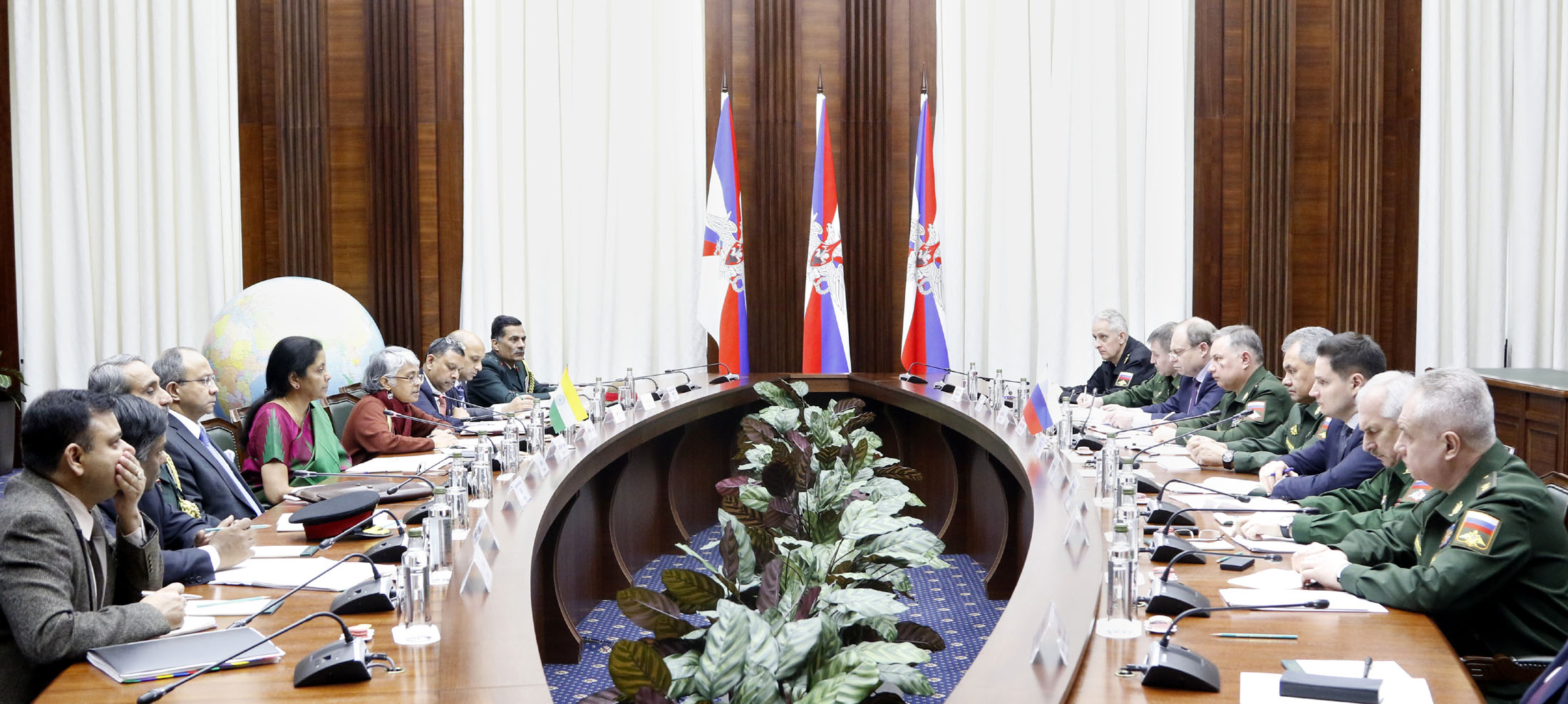
세르게이 쇼이구가 2018년 인도 고위 관리들과 회담

세르게이 쇼이구가 러시아 국방부의 역할을 맡은 후, 아나톨리 세르듀코프가 시행했던 개혁은 뒤집혔다. 그는 또한 세르듀코프의 개혁이 일으킨 격렬한 불만에 이어 고위 장교들과 러시아 국방부와의 신뢰를 회복하는 것을 목표로 했다. 그는 여러 가지 방법으로 이를 달성했지만, 그 중 하나는 군복을 입고 자신을 통합하는 것이었다.
쇼이구는 보스토크 2018과 같은 750회의 군사 훈련을 지시했다. 이 훈련은 또한 개혁의 전반적인 방향을 확인하는 데 도움이 된 것으로 보인다. 이러한 준비 태세의 효과는 2014년 러시아의 크림반도 합병 동안 나타났다. 아나톨리 세르듀코프가 이미 비인기 개혁(군 규모 축소 및 재편)을 완료했기 때문에, 쇼이구가 장교단과 러시아 국방부에 유화적인 태도를 취하는 것은 상대적으로 쉬웠다.
쇼이구는 또한 영구 준비 태세의 구성 요소로서 여단 규모의 편제보다는 대대전술단(BTG)을 형성하는 데 중점을 두었다. 러시아 인테르팍스 통신이 인용한 소식통에 따르면, 이는 영구 준비 태세 여단에 필요한 인력 부족 때문이었다. BTG는 돈바스 전쟁에서 러시아가 배치한 부대 중 상당 부분을 차지했다. 2021년 8월, 쇼이구는 러시아군이 약 170개의 BTG를 보유하고 있다고 주장했다.

### 러시아-우크라이나 전쟁
러시아는 2021년 말부터 우크라이나 국경에 군사력을 증강했다. 2022년 2월 중순까지 제29군, 제35군, 제36군의 제병합동군(CAA) 부대들이 벨라루스에 배치되었고, 추가 S-400 시스템, Su-25 편대 및 Su-35 편대가 지원되었다; 추가 S-400 시스템과 Su-30 전투기 4대가 벨라루스와의 공동 사용을 위해 배치되었다. 러시아는 또한 제20군과 제8군 CAA, 제22군 AC를 우크라이나 국경 근처에 정기적으로 배치했으며, 제41군 CAA의 일부는 옐냐에, 제1군 TA 및 제6군 CAA의 일부는 보로네시에 배치되었다. 그리고 제49군과 제58군 CAA의 일부는 크림반도에 배치되었다. 이 시기에 러시아는 궁극적인 러시아 침공에 대비하여 우크라이나 주변에 약 15만 명의 병력을 배치했다.
2월 11일, 미국과 서방 국가들은 푸틴이 우크라이나를 침공하기로 결정했다고 통보했으며, 2월 12일 키이우 주재 미국 및 러시아 대사관은 인력을 철수하기 시작했다. 2월 24일, 러시아군은 우크라이나를 침공하기 시작했다.
2022년 러시아의 우크라이나 침공 동안, 우크라이나의 정교한 대전차 무기 사용과 공중 지원 부족으로 인해 러시아 전차 손실이 보고되었다. 세인트앤드루스 대학교의 전략 연구 교수 필립스 오브라이언은 러시아군을 "강력한 오른손 훅을 가졌지만 턱이 약한 권투 선수"라고 묘사했다. 나폴레옹 보나파르트의 "전쟁에서 도덕적 힘은 물리적 힘의 3분의 4에 해당한다"는 말을 인용하며, 퇴역한 미국 4성 장군 커티스 스캐퍼로티는 러시아 병사들의 임무에 대한 혼란과 사기 저하를 그들의 형편없는 성과의 원인으로 지목했다.
우크라이나에서의 전투로 인해 2022년 모스크바 전승절 열병식은 지상 전투 차량 또는 시스템에서만 약 35% 감소할 예정이었다. 2022년 5월 9일 열병식은 공식 가이드에 따르면 2021년의 198대 차량 및 35개 전투 시스템과 비교하여 25개 전투 시스템과 131개 지상 전투 차량만을 특징으로 할 것이었다. 특히 전시 준비가 된 T-80 전차가 부족하여 러시아는 구형 장비를 사용하여 수를 채웠다. 실제 전차 대신 전차 수송차를 사용한 것이 그 예이다. 2023년에는 이러한 추세가 가속화되어, 단 하나의 제2차 세계 대전 시대 전차만이 열병식에 참가했다. 5월 6일 기준으로, 우크라이나 국방부에 따르면 적어도 12명의 장군이 우크라이나에서 전사했다. 이는 "장군들이 병사들이 자신들이 원하는 방식으로 전투 계획을 수행하도록 보장하기 위해 최전선에 있어야 한다는 것을 시사한다. 그러나 이는 또한 그들이 그렇게 많은 고위 관계자들과 함께 그렇게 멀리 전진해야 한다면 병사들에 대한 신뢰가 부족하다는 것을 시사한다." 우크라이나는 또한 약 317명의 장교가 사망했으며, 그 중 3분의 1은 고위 지휘관이라고 주장한다. 영국 국방부는 트윗에서 러시아 장교단이 특히 하급 및 중급 장교 계급에서 "파괴적인 손실"을 겪고 있다고 말했다. 미국 관리들은 2022년 2월 24일부터 2023년 1월 21일까지 러시아군이 15만 명 이상이 사망하거나 부상당한 것으로 추정했다. 이와는 대조적으로, 러시아 국방부 장관은 2022년 2월 24일부터 9월 21일까지 전투 시작 후 7개월 동안 러시아 연방군 전체에서 단 5,937명만이 사망했다고 말했다. 도네츠크와 루한스크의 보고된 수치는 이 수치에 약 22,000명을 더할 것이다.
14개월간의 전투 끝에 러시아군은 2,000대 이상의 전차를 잃었으며, 유럽과 미국의 제재로 인해 전차 손실을 보충하는 데 어려움을 겪고 있는 것으로 추정된다. 이로 인해 러시아는 수입품을 사용하는 대신 효율성이 떨어지는 현지 생산 장비를 사용하고, 1950년대와 1960년대의 전차를 재활성화하여 보충하고 있다.
2023년 2월 14일, 영국 국방부 장관 벤 월리스는 영국방송공사에 러시아 지상군의 97%가 현재 우크라이나 전쟁에 투입되었다고 말했다. 세 달 후, 러시아는 2023년 모스크바 전승절 열병식에 단 한 대의 현대적인 전차도 전시하지 않았다.
2023년 2월, IISS는 2023년 밀리터리 밸런스를 발표하면서 지상군 병력이 약 55만 명으로 증가했으며, 여기에는 약 10만 명의 징집병과 최대 30만 명의 동원 인력이 포함되었다고 추정했다. 이 수치는 중앙정보국의 2022년 2월 이전 30만 명의 현역병 추정치와 비교되어야 한다.
2023년 10월, 아우디이우카 주변 공세에서 포병, 식량, 물 부족, 그리고 열악한 지휘로 인한 막대한 손실 때문에 러시아 군대 내에서 반란이 증가하고 있다는 보도가 나왔다.

## 편성
러시아 대통령은 러시아 연방군 최고사령관이다. 모스크바에 본부를 둔 지상군 최고사령부(글라프코마트)가 활동을 지휘한다. 이 기관은 1997년에 해체되었지만, 2001년 푸틴 대통령이 니콜라이 코르밀체프 콜로넬 제너럴을 러시아 지상군 총사령관이자 국방부 차관으로 임명하면서 재편성되었다.
코르밀체프는 2004년 알렉세이 마슬로프 콜로넬 제너럴(이후 육군 대장)에게 지휘권을 넘겼고, 책임 재조정으로 총사령관은 국방부 차관직을 잃었다. 코르밀체프와 마찬가지로 마슬로프는 총사령관으로 재직하면서 육군 대장으로 진급했다.
2014년 1월, 러시아 지상군의 대행 사령관은 블라디미르 치르킨 전 사령관이 2013년 12월 부패 혐의로 해임된 후 블라디미르 푸틴 러시아 대통령에 의해 임명된 세르게이 이스트라코프 중장이었다. 이스트라코프는 2014년 5월 2일 올레그 살류코프 대장에게 직위를 인계했다.
지상군 최고사령부는 지상군 총참모부와 평화유지군, 지상군 무기, 지상군 후방근무, 지상군 인사(인력), 교화 업무, 군사 교육 부서로 구성된다. 또한 러시아 지상군 총사령관이 국방부 차관 자격으로 지휘했던 다수의 국장들이 있었다. 여기에는 러시아 NBC 방호 부대를 포함한 군 NBC 방호 부대, 군 공병 부대, 육군 방공 부대 및 기타 여러 부대가 포함되었다. 그들의 정확한 지휘 상태는 현재 알려지지 않았다.

### 병과

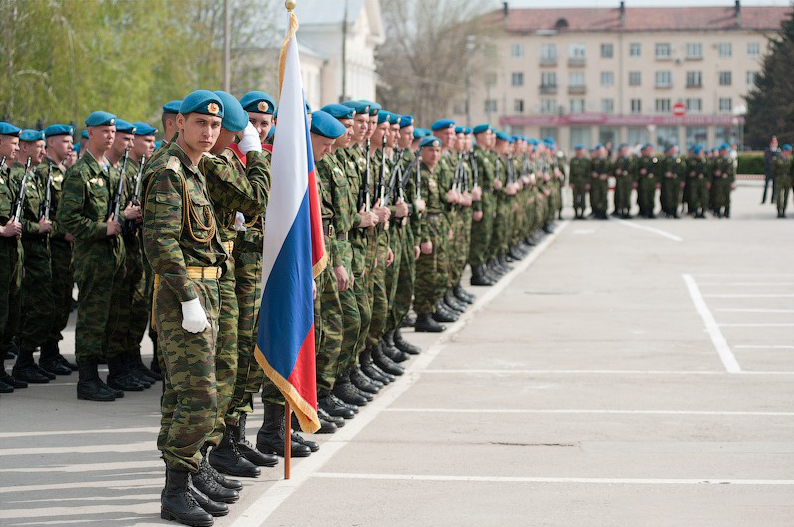
제3스페츠나츠 여단 열병식

병과에는 차량화소총병, 전차병, 포병 및 로켓군, 육군 방공군, 특수 병과(정찰, 통신, 전파전자전, 공병, 핵·생화학 방호, 군수지원, 자동차, 후방 보호), 특수부대, 군사 부대 및 군수 시설이 포함된다.
차량화소총병 부대는 가장 많은 병과로, 지상군 전투 편제의 핵심을 이룬다. 이들은 지상 및 공중 목표물을 파괴하는 강력한 무장, 미사일 복합체, 전차, 포병 및 박격포, 대전차 유도 미사일, 대공 미사일 시스템 및 발사대, 그리고 정찰 및 통제 수단을 갖추고 있다. "신형" 개혁 이전에 16개의 차량화소총사단과 12개의 차량화소총여단이 있었던 것으로 추정된다. 개혁과 함께 이 차량화소총부대들은 35개의 차량화소총여단으로 전환되었다. 아나톨리 세르듀코프가 세르게이 쇼이구로 국방부 장관으로 교체되면서 해체된 일부 사단은 기존 여단에서 재편성되었고, 제144친위차량화소총사단과 같은 다른 사단은 처음부터 재편성되었다. 제80북극차량화소총여단과 같은 일부 부대는 특정 환경에 특화되어 훈련된다. 2022년 현재 9개의 차량화소총사단, 22개의 차량화소총여단, 그리고 칼리닌그라드주에 주둔하는 제7독립친위 "프롤레타리아 모스크바-민스크" 차량화소총연대가 존재한다.
러시아 해군은 또한 발트 함대 지상 및 해안 방어군, 캄차카반도 및 극동 북동부 지역의 북동부 군 및 병력 집단에 전통적인 해군 보병 부대 외에 여러 차량화소총 편제를 휘하에 두고 있다. 이들 편제 중 가장 잘 알려진 것은 제126해안방어여단이다. 또한 평시에는 주둔지 경비 및 무기 유지 보수를 위한 인원만 배치되는 "무기 및 장비 저장 기지"로 알려진 많은 수의 동원 사단 및 여단도 존재한다.
전차부대는 지상군의 주요 타격력과 강력한 무장투쟁 수단으로, 가장 중요한 전투 임무 달성을 목표로 한다. 2007년에는 모스크바 군관구 내에 제4친위 "칸테미롭스카야"와 제10친위 "우랄-리비우", 그리고 시베리아 군관구에 제5친위 "돈"이라는 3개의 전차사단이 존재했다. 시베리아 군관구의 제2친위 "타친스카야" 전차사단과 극동 군관구의 제21전차사단은 2000년대 초에 해체되었지만, 전자는 제5독립친위 "타친스카야" 전차여단을 통해 지상군에 여전히 존재한다. 차량화소총사단과 마찬가지로 모든 전차사단은 2008년 개혁 이후 여단으로 전환되었지만, 제4친위전차사단은 2013년에 재편성되었고, 두 개의 새로운 전차사단인 제90친위전차사단과 제47친위전차사단은 각각 2016년과 2022년에 기존 여단에서 창설되었다. 제10친위전차사단은 제1독립 우랄-리비우 전차여단을 통해 지상군에 여전히 존재한다. 2022년 현재 3개의 전차사단과 2개의 전차여단이 존재한다.
포병 및 로켓 부대는 지상군의 주요 화력을 제공한다. 지상군은 이전에 6개의 정적 방어 기관총/포병 및 야전 포병 사단을 포함했다. 현재 남아있는 이 유형의 유일한 부대는 제18기관총포병사단이다. 이전의 제34친위 (모스크바 군관구 소속), 시베리아 군관구의 제12사단, 극동 군관구의 제15사단은 해체된 것으로 보인다. 제127기관총포병사단은 세르듀코프 개혁 이후 차량화소총 부대로 전환되었다. 2022년 현재 1개의 기관총포병사단과 17개의 포병여단이 존재한다.
방공군(PVO)은 적군 공군을 파괴하는 기본 무기 중 하나이다. 이들은 지대공 미사일, 대공포 및 무선 기술 부대와 하위 부대로 구성된다.
육군 항공대는 지상군을 직접 지원하기 위한 것이지만, 2003년부터 러시아 공군의 통제를 받아왔다. 그러나 2015년까지 육군 항공대가 지상군으로 다시 이전되고 18개의 새로운 항공 여단이 추가될 계획이었다. 국가 무장 프로그램에 따라 주문된 약 1,000대의 신형 헬리콥터 중 900대는 육군 항공용으로 사용될 것이다. 이 이전은 이루어지지 않았다.
스페츠나츠 GRU는 평시에는 지상군 소속으로 근무하며 동시에 러시아 정보총국에 직접적으로 종속되고, 전시 작전이나 특수한 상황에서는 GRU 작전 통제하에 놓인다.

### 2021년 이후 배치
2008년 러시아 군사개혁의 결과로, 지상군은 이제 4개의 새로운 군관구인 서부군관구, 남부군관구, 중부군관구, 동부군관구에 종속된 군대로 구성된다. 새로운 군관구는 '작전 전략 사령부'의 역할을 하며, 지상군뿐만 아니라 해군 및 공군 및 방공군의 일부를 해당 책임 지역 내에서 지휘한다.
각 주요 군사 편제는 굵은 글씨로 표시되며, 굵은 글씨가 아닌 주요 하위 편제를 지휘한다. 2010년 12월 1일부터 네 개의 작전-전략 사령부가 어떤 상급 사령부에 보고할지는 불분명하다. 이는 이들이 여러 군종(러시아 공군, 지상군, 러시아 해군)의 편제를 지휘하기 때문이다. 네 개 군관구의 하위 부대에 대한 현재 상세 목록은 각 문서에서 찾을 수 있다. 2009년 동안 남아있는 23개 사단은 4개의 전차여단, 35개의 차량화소총여단, 기관총-경포병사단에서 개편된 1개의 프리크리티야 여단, 그리고 3개의 공수강습여단(기존)으로 재편성되었다. 거의 모든 여단은 이제 오텔나야(독립)로 지정되었으며, 몇몇 여단만이 근위(guards) 명예 칭호를 유지하고 있다.
2013년, 이 여단 중 두 개가 완전한 사단으로 재활성화되었다: 제2친위 타만 차량화소총사단과 제4친위 칸테미롭스카야 전차사단. 이 두 사단은 각 군관구 내에서 더 많은 여단이 완전한 사단으로 재편성되면서 지상군 확장으로 이어졌다.
2021년 1월 1일부로 북방함대는 북극합동전략사령부로 격상되었다. 그러나,
2022년 12월 모스크바 및 레닌그라드 군관구를 재편성할 것이라고 발표되었다. 따라서 북방함대는 지상군 지휘 책임을 면하게 될 가능성이 높다.

레닌그라드 군관구
모스크바 군관구
남부군관구 (국제적으로 우크라이나로 인정되는 6개 지역 포함)
중부군관구
동부군관구

| 편제                                                             | 야전군             | 본부 위치        |
| ---------------------------------------------------------------- | ------------------ | ---------------- |
| 모스크바 군관구 (대장 세르게이 쿠조블레프) (본부 모스크바)       | 제1친위전차군      | 오딘초보         |
| 모스크바 군관구 (대장 세르게이 쿠조블레프) (본부 모스크바)       | 제20친위제병합동군 | 보로네시         |
| 레닌그라드 군관구 (대장 알렉산드르 라핀) (본부 상트페테르부르크) | 제6제병합동군      | 아가라토보       |
| 레닌그라드 군관구 (대장 알렉산드르 라핀) (본부 상트페테르부르크) | 제11군단           | 칼리닌그라드     |
| 레닌그라드 군관구 (대장 알렉산드르 라핀) (본부 상트페테르부르크) | 제14군단           | 무르만스크       |
| 레닌그라드 군관구 (대장 알렉산드르 라핀) (본부 상트페테르부르크) | 제44군단           | 페트로자보츠크   |
| 남부군관구 (중장 알렉산드르 산치크) (본부 로스토프나도누)        | 제3친위제병합동군  | 루한스크         |
| 남부군관구 (중장 알렉산드르 산치크) (본부 로스토프나도누)        | 제8친위제병합동군  | 노보체르카스크   |
| 남부군관구 (중장 알렉산드르 산치크) (본부 로스토프나도누)        | 제18제병합동군     | 세바스토폴       |
| 남부군관구 (중장 알렉산드르 산치크) (본부 로스토프나도누)        | 제49제병합동군     | 스타브로폴       |
| 남부군관구 (중장 알렉산드르 산치크) (본부 로스토프나도누)        | 제51제병합동군     | 도네츠크         |
| 남부군관구 (중장 알렉산드르 산치크) (본부 로스토프나도누)        | 제58친위제병합동군 | 블라디캅카스     |
| 중부군관구 (대장 안드레이 모르드비체프) (본부 예카테린부르크)    | 제2친위제병합동군  | 사마라           |
| 중부군관구 (대장 안드레이 모르드비체프) (본부 예카테린부르크)    | 제41친위제병합동군 | 노보시비르스크   |
| 동부군관구 (중장 안드레이 이바나예프) (본부 하바롭스크)          | 제5친위제병합동군  | 우수리스크       |
| 동부군관구 (중장 안드레이 이바나예프) (본부 하바롭스크)          | 제29친위제병합동군 | 치타             |
| 동부군관구 (중장 안드레이 이바나예프) (본부 하바롭스크)          | 제35제병합동군     | 벨로고르스크     |
| 동부군관구 (중장 안드레이 이바나예프) (본부 하바롭스크)          | 제36제병합동군     | 울란우데         |
| 동부군관구 (중장 안드레이 이바나예프) (본부 하바롭스크)          | 제68군단           | 유즈노사할린스크 |

## 인력

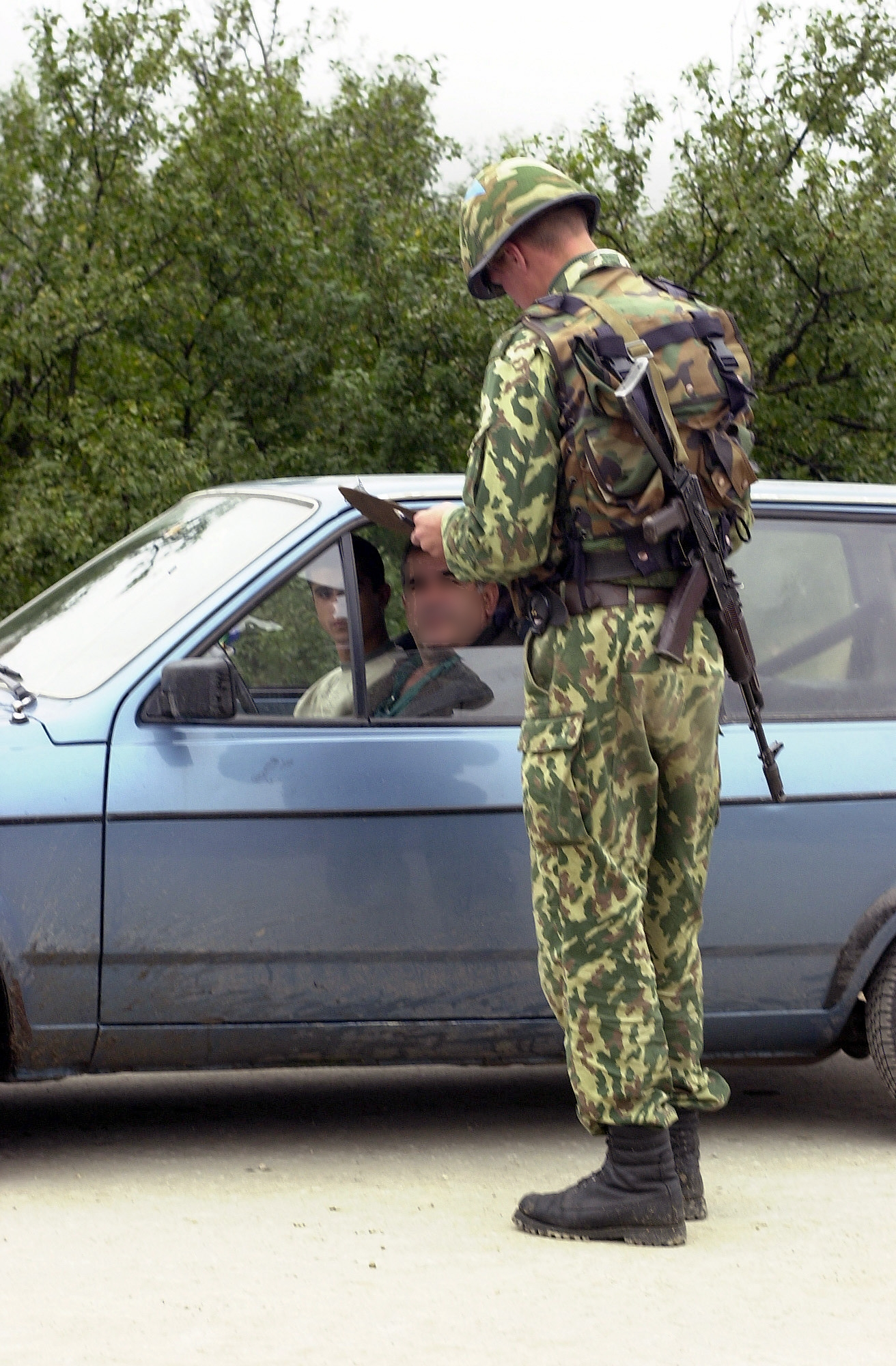
코소보 검문소의 러시아 군인 (2001년)

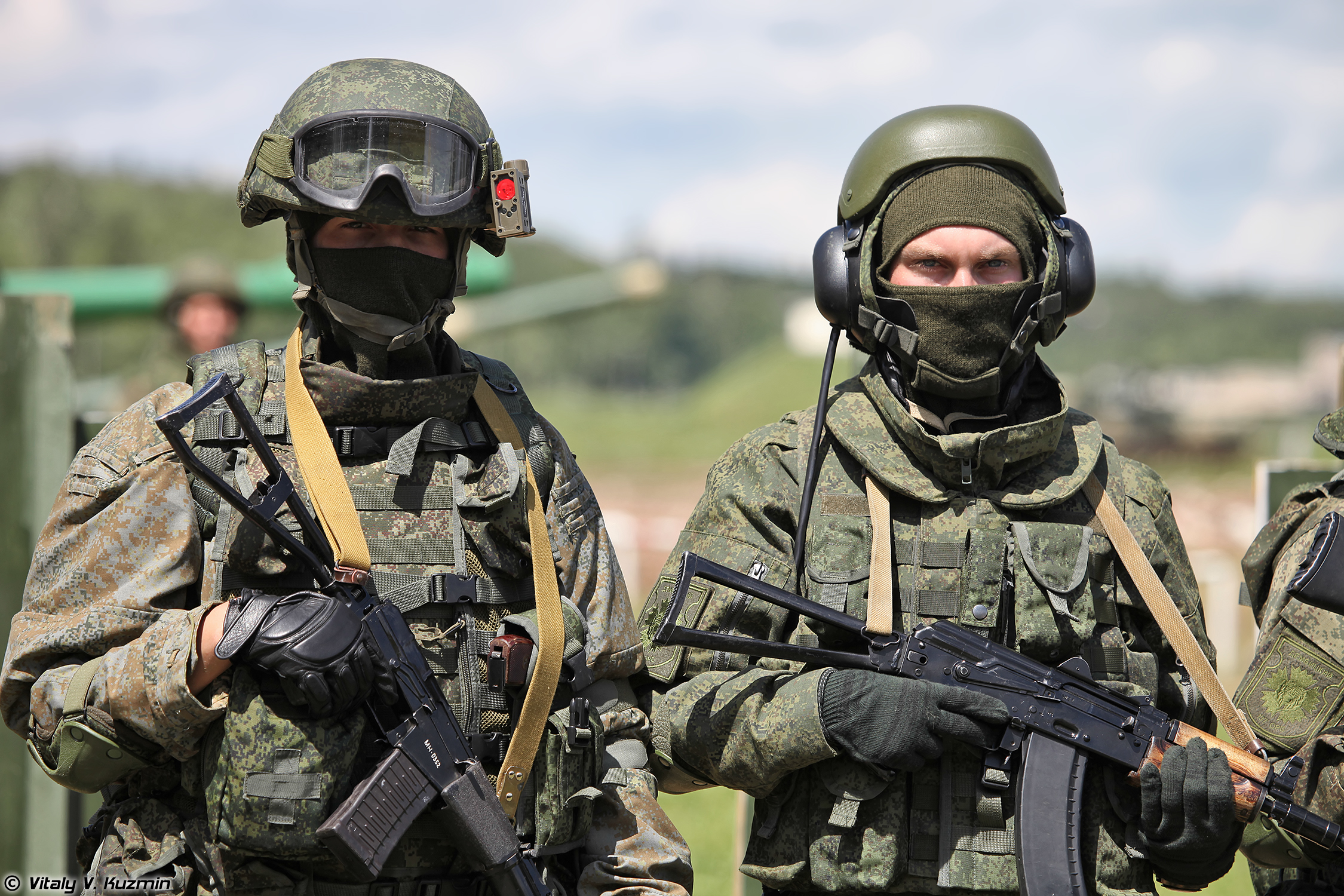
라트니크 장비를 착용한 제4친위전차사단 병사들

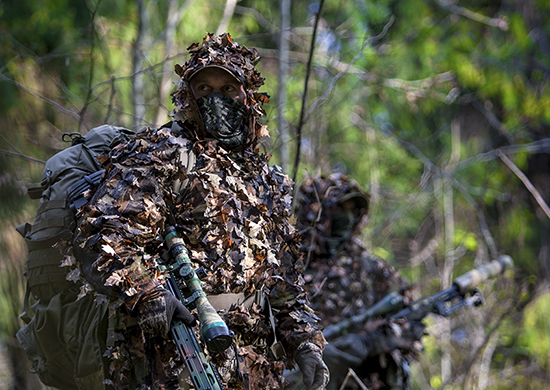
러시아 스페츠나츠 저격수

2006년 지상군은 약 19만 명의 징집병을 포함하여 총 36만 명으로 추정되었다. IISS는 지상군과 러시아 공수군을 합쳐 39만 5천 명으로 집계했다. 이는 1995-96년 추정치인 67만 명(징집병 21만 명 포함)과 비교된다. 그러나 러시아 외부에서 정확한 평가를 내리기 어렵고, 심지어 총참모부 내에서도 병력 내 징집병 수에 대한 혼란이 있기 때문에 이러한 수치는 주의해서 다뤄야 한다.
지상군은 1992년에 창설되었으며, 소련의 군 인력 시스템을 거의 변경하지 않고 계승했으나, 이 시스템은 급속히 쇠퇴하고 있었다. 소련 육군은 전통적으로 징집을 통해 병력을 충원했으며, 징집 기간은 1967년에 3년에서 2년으로 줄었고, 2008년에는 1년으로 단축되었다. 이후 의무 복무를 마친 사람들은 계약을 통해 전문 군인이 될 수 있었다. 이 시스템은 소련 전역에 위치한 수천 개의 군사위원회 (voyenkomats)를 통해 관리되었다. 매년 1월부터 5월까지, 모든 젊은 소련 남성 시민은 해당 지역의 모든 학교와 고용주로부터 받은 명단을 바탕으로 징집 소환장을 받고 지역 보이엔코마트에 출두하여 병역 평가를 받아야 했다.
보이엔코마트는 총참모부 부서에서 보내는 할당량에 따라 움직였는데, 각 군종 및 군 병과에 필요한 젊은 남성의 수를 명시하고 있었다. 소련 붕괴 이후, 징집 회피는 급증했으며, 관계자들은 소환될 때 실제로 나타나는 10% 정도의 인원에 대해 정기적으로 한탄한다. 새로운 징집병들은 그들의 미래 부대 장교에 의해 데려와져 보통 기차로 전국으로 보내졌다.
도착하면 그들은 신병 훈련 과정을 시작하고, 문자 그대로 "할아버지의 지배"로 알려진 선임병 제도인 데도브시나의 일부가 된다. 전문 부사관의 수는 매우 적었는데, 대부분의 부사관은 짧은 과정에 파견된 징집병들이었기 때문이다. 이들 징집병 부사관들은 1960년대에 현대 무기에 필요한 다양한 기술 증가를 지원하기 위해 창설된 프라포르시치크 준위 계급으로 보충되었다.
소련 육군의 장교 대 병사 비율은 매우 머리가 크고, 부분적으로는 군 인력 기반의 상대적으로 낮은 교육 수준과 전문 부사관의 부재를 보충하기 위함이었다. 제2차 세계대전 이후 장교 교육의 큰 확장으로, 장교들은 4~5년제 고등 군사 대학의 산물이 되었다. 대부분의 군대에서와 마찬가지로, 신임 장교는 보통 소대장이 되어 병사들의 복지와 훈련에 대한 책임을 져야 했다(위에 언급된 예외는 제외).
소련군 부대의 젊은 장교들은 하루 종일 일했으며, 보통 한 달에 3일만 쉬었다. 부대 내에 결함이 발생하면 연차 휴가도 위협받았고, 이러한 압력은 엄청난 스트레스를 유발했다. 소련 말기에 이러한 상황은 젊은 장교들의 사기 저하로 이어졌다.
2000년대 초반에는 많은 하급 장교들이 복무를 원하지 않았는데, 2002년에는 군을 떠난 장교의 절반 이상이 조기 퇴역했다. 그들의 사기는 낮았는데, 그 이유는 특히 그들의 배치지가 직속 상사와 인사과에 전적으로 달려 있었기 때문이었다."
러시아 지상군에서 징집되지 않는 여성의 현재 상태에 대한 정보는 거의 없다. 영국방송공사에 따르면 2002년 러시아 육군에는 90,000명의 여성이 있었지만, 2000년 러시아 연방군 전체 여성 인력 추정치는 115,000명에서 160,000명에 달했다. 여성들은 주로 간호, 통신, 공병 분야에서 지원 역할을 수행한다. 일부 장교의 아내들은 계약직 서비스 인력이 되었다. 2013년까지 29,000명의 여성이 군대에서 복무했으며, 그 중 대령 계급 이상의 여성은 없었다. 3.5%는 지휘관으로 복무했다.
2016년 타스 기사는 '2000년대 말에는 9만 명 이상의 여성이 러시아군에서 복무했다'고 밝혔지만, 그 수는 2011년에 '약 4만 5천 명'으로 감소했다. 타스는 이러한 감소를 다음과 같이 설명했다: '군 당국이 여성 지원자에 대한 요구사항을 강화하고, 러시아 연방군 전체 복무 인력의 전반적인 감소와 관련하여 그 수가 크게 감소했다.'
국방부 장관 쇼이구는 2023년 3월 러시아의 우크라이나 침공에 1,100명의 여성이 배치되었다고 말했다.
1990년대 초의 작은 시작부터, 계약 병사(kontraktniki)의 고용은 지상군 내에서 크게 증가했지만, 많은 수가 질이 좋지 않았다(예를 들어, 다른 일자리가 없는 장교의 아내들). 2005년 12월, 당시 국방부 장관이었던 세르게이 이바노프는 수많은 징집 계약 병사 외에 모든 병장들이 전문직이 되어야 한다고 제안했으며, 이는 2008년까지 군 전체의 전문 병사 및 부사관 수를 약 14만 명으로 늘릴 것이라고 말했다. 현재 프로그램은 완전한 전문 병장 26,000명에 대한 추가 인력을 허용한다.
중앙정보국은 월드 팩트북에서 2005년 말 러시아군 인력의 30%가 계약직 군인이며, 2006년 5월 현재 지상군과 해군에서 178,000명의 계약직 군인이 복무 중이라고 보고했다. 계획에 따르면 2010년까지 자원봉사 군인이 전체 군대의 70%를 구성하고, 나머지는 징집병으로 구성될 예정이다. 2005년 말, 지상군은 40개의 완전 자원봉사 상시 준비 태세 부대를 보유하고 있었으며, 2006년에는 20개의 상시 준비 태세 부대가 추가로 형성될 예정이다. 이 CIA 수치는 국제전략문제연구소의 데이터와 비교할 수 있는데, 이 데이터는 2004년 말 모스크바 군관구에서 체결된 계약 수가 목표 수치의 17%에 불과했으며, 북캅카스 군관구에서는 45%, 볼가-우랄 군관구에서는 25%였다고 보고한다.
계약 병사의 수가 얼마이든, 알렉산더 골츠와 같은 평론가들은 더 많은 전투 준비 부대가 생겨날 가능성에 대해 비관적이다. 왜냐하면 고위 장교들은 "전문 부사관과... 6개월 미만으로 훈련 학교에서 훈련받은 징집병 사이에 차이가 없다고 보기" 때문이다. 이러한 병장들은 "병영에서 권위를 얻는 데 도움이 될 지식이나 경험"을 가지고 있지 않을 것이다. 세르게이 이바노프 국방부 장관은 수년간의 전문화 시도에도 불구하고 2002년 공식 부상 수치를 발표할 때 병영 내 훈련 상황을 강조했다. 사고와 범죄로 인해 복무 중 사망한 인원은 531명이었고, 부상당한 인원은 20,000명이었다(자살은 포함되지 않은 것으로 보인다). 이바노프에 따르면 "사고율은 줄어들지 않고 있다." 2005년 보고서에 따르면, 징집병 7명 중 2명은 복무 기간 동안 마약과 알코올에 중독될 것이며, 20명 중 1명은 동성 성폭행을 당할 것이다.

부분적으로는 계약직 군인, 징집병, 장교 간의 감정 때문이다. 
지휘관과 지휘받는 자 사이에 상호 존중의 관계가 없으며, 그러한 관계 없이는 전문 군대를 창설하기 어렵다... 현재 [2002년] 장교들은 징집병보다 계약직 군인을 더 경멸하는 경우가 많다. 체첸과 다른 "뜨거운 지역"에서 복무하는 계약 병사들은 종종 고위 장교들에게 용병이나 약탈자로 불린다.— 마이클 오어

2023년 3월 중순, 지상군의 계약직 군인(kontraktniki) 수를 40만 명으로 보충할 계획이 공개되었다.
2023년 3월 말 자유유럽방송은 우크라이나에서 복무했던 러시아 여성 군의관의 증언을 포함한 보고서를 발표했다. 이 군의관은 자신이 "심각한 성희롱을 경험했고, [[[2022년 러시아의 우크라이나 침공]] 이후] 함께 복무하는 여성들에 대한 희롱, 폭행 및 기타 범죄를 목격했다. 그녀는 또한 전투에 나서기를 주저하는 병사들을 위협하고 학대하는 장교들의 사건과 귀국을 위해 자해를 한 병사들의 이야기를 들었다." 야전 아내 현상은 1941년 나치 독일의 소련 침공인 바르바로사 작전 이후 널리 퍼졌다.

## 장비

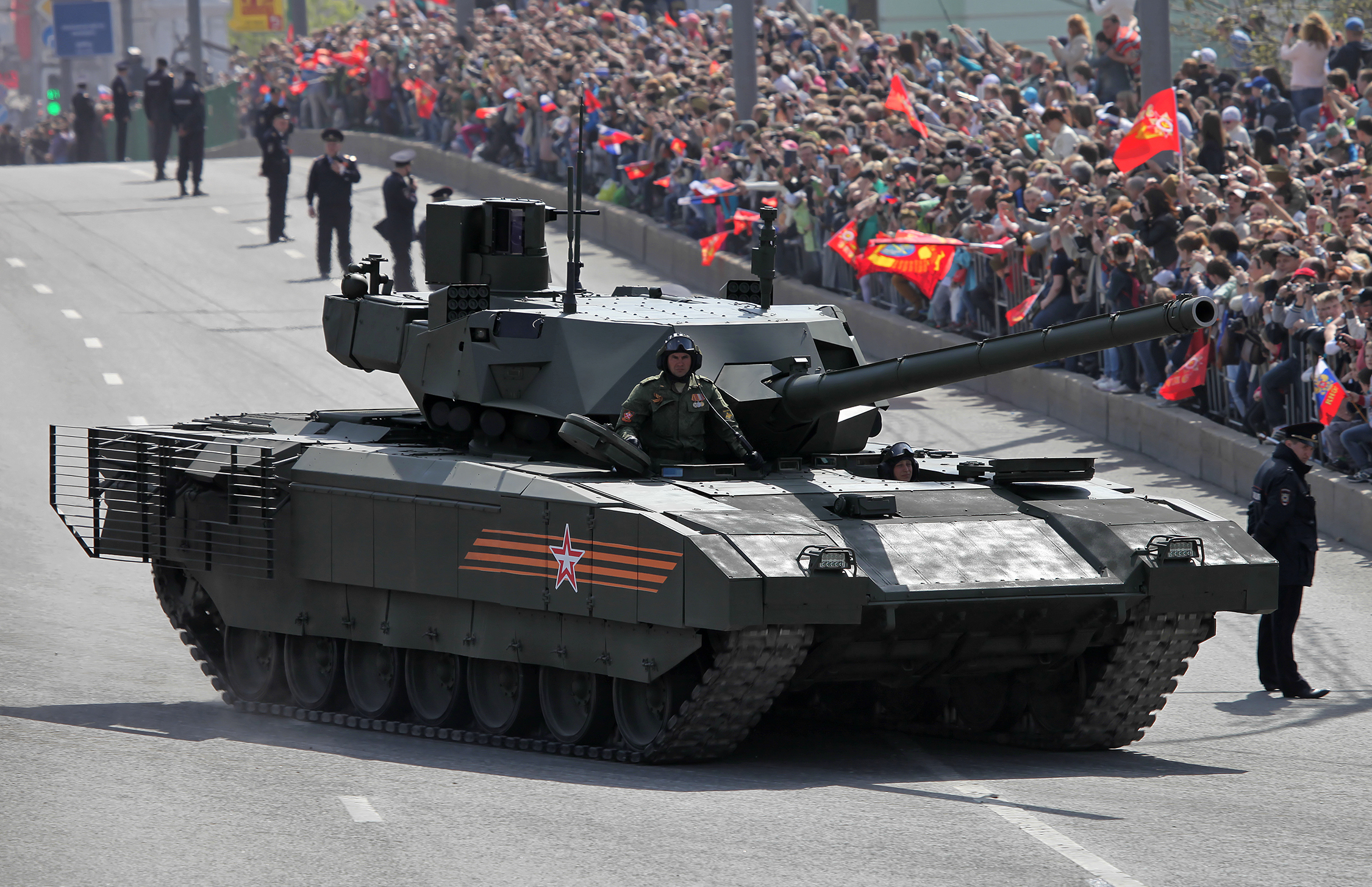
T-14 아르마타 전차

러시아 지상군은 매우 많은 양의 차량과 장비를 보유하고 있다. 소련 시절부터 이어져 온 관행으로, 군사 창고에는 훨씬 더 많은 구형 장비가 저장되어 있을 가능성이 높다. 그러나 소련 붕괴 후, 새로 독립한 공화국들은 대부분 현대 장비를 갖춘 부대들을 보유하게 된 반면, 러시아는 주로 구형 장비를 갖춘 하위 부대들만 남게 되었다. 재정난이 심화되면서 신형 장비 구매량도 감소하여 1998년에는 매년 10대의 전차와 약 30대의 BMP 보병전투차만 구매되었다.
아르마타 다용도 전투 플랫폼, 부메랑, 쿠르가네츠-25와 같은 신형 장비가 2015년부터 도입되어 BMP, BTR, 예를 들어 T-72, T-90, BMP-1/2/3, BTR-80과 같은 현역의 오래된 전차 및 장갑차를 대체하기 시작했다. 최근 몇 년간 신형 장비 구매 자금이 크게 증가했다.
2016년에는 이스칸데르-M 미사일 시스템 여단 세트 2개, 토르나도-G 다연장 로켓 발사기 60대 이상, Msta-SM 자주포 20대 이상이 인수되었다. 러시아 지상군은 2016년에 Buk-M3 및 Buk-M2 방공 미사일 시스템 여단 세트 2개를 인수했다. 또한, 병력은 Tor-M2 및 Tor-M2U 방공 미사일 시스템 사단 세트 2개와 베르바 MANPADS, 130대 이상의 BMP-3 보병전투차 및 BTR-82A APC, 그리고 아르발렛-DM 전투 모듈을 장착한 티그르-M 장갑차 20대 이상을 인수했다.
러시아군은 2,930대 이상의 신형 또는 현대화된 시스템을 도입하여 2개 미사일 여단, 2개 SAM 여단, 2개 SAM 연대, 1개 스페츠나츠 여단, 12개 차량화 소총 및 전차 대대, 3개 포병 사단을 재무장할 수 있게 되었다고 보도되었다.
8년 동안 2,500대 이상의 장갑 무기가 전차 부대 및 지상군 부대에 전달되었으며, 여기에는 1,000대 이상의 업그레이드된 T-72B3, T-72B3M, T-80BVM, T-90M 전차가 포함된다. 차량화소총병 부대는 1,500대 이상의 BMP-3 보병전투차, 업그레이드된 BMP-2 및 BTR-82A (AM) 장갑차를 인수했다.
2012년부터 2020년까지 지상군 미사일 부대와 포병은 1,500대 이상의 군사 장비를 인수했다: 이스칸데르-M 작전전술 미사일 시스템, 토르나도 계열 다연장 로켓 시스템, 므스타-SM 자주포.
2022년에는 탄약 부족이 있었다. 뉴욕 타임스는 2023년 9월 13일자 기사에서 미국 및 유럽 관리들의 말을 인용하여 러시아가 국제 제재를 극복하고 미사일 생산량이 전쟁 이전 수준을 초과했다고 보도했다. 또한 러시아가 현재 미국과 유럽보다 더 많은 탄약을 생산하며, 1년에 전차 200대와 탄약 200만 발을 제조할 수 있다고 보도했다. CNN은 또한 2023년 9월에 에스토니아 국방부가 러시아가 유럽보다 탄약을 7배 싸고 8배 빠르게 생산한다고 주장했다고 보도했다.
러시아 국방부에 따르면, 러시아 지상군은 2023년에 수십만 정의 소화기, 신형 및 수리된 무기 시스템, 군용 차량 및 장비, 포병 시스템, 방공 시스템, 그리고 100만 개 이상의 개인 방탄 장비 및 장비 수단을 받았다. CNN은 2024년 3월 11일에 러시아가 현재 한 달에 약 25만 발, 즉 1년에 약 3백만 발의 포탄을 생산하며, 이는 미국과 유럽이 우크라이나에 제공하는 양의 거의 3배에 달한다고 보도했다. 나토 관계자는 러시아가 이란과 조선민주주의인민공화국으로부터 탄약을 수입한다고 말했다.

### 장비 요약
IISS는 "저장 중" 수치가 장비가 "전선 부대와 떨어진 곳에 보관되어 있으며; 준비 태세와 훈련 상태는 다양하다"고 나타낸다고 기록한다. 러시아는 10개의 중앙 전차 예비 기지, 최소 37개의 혼합 장비 및 무기 저장 기지, 그리고 최소 12개의 포병 저장 기지를 보유하고 있다.
2022년 7월-8월, 러시아 주력전차의 상대적으로 신뢰할 만한 평가에 따르면, 저장 중인 차량은 약 6,000대에 불과할 수 있으며, 이 중 3,000대 정도만 재활성화될 수 있을 것으로 나타났다. 같은 달의 또 다른 더 정확한 분석에 따르면, "2,048대의 전차가 상대적으로 전투 준비 태세를 갖추고 있으며(이 중 886대는 건조 공기 하에 보존되어 있음), 1,304대의 전차가 저장 중이며, 2,299대의 전차는 폐기용이다. 총 5,651대의 전차(이 중 2,299대는 폐기될 예정)와 격납고에 1,330대의 전차 공간이 있다." 2023년 2월, 밀리터리 밸런스 2023년 판을 발표하면서, IISS는 구형 전차의 장기 저장 추정치를 5,000대로 수정했다.
T-72, T-80, T-90과 같은 더 현대적인 차량들이 저장되었지만, 예방 및 교정 유지 보수 부족으로 인해 이러한 차량들은 저장 상태에서 제대로 활성화될 수 없다. 따라서 대신 T-62들이 사용을 위해 활성화되었다.
| 유형                 | 현역   | 날짜 | 저장 중   | 날짜 |
| -------------------- | ------ | ---- | --------- | ---- |
| 주력전차             | 2,927  | 2022 | 약 10,200 | 2022 |
| 보병전투차           | 5,180  | 2022 | 8,500     | 2022 |
| 병력수송장갑차       | 6,050+ | 2022 | 약 6,000  | 2022 |
| 견인포               | 150    | 2022 | 약 12,415 | 2022 |
| 자주포               | 1,968  | 2022 | 약 4,260  | 2022 |
| 다연장 로켓 발사기   | 1,056  | 2022 | 3,220     | 2022 |
| 지대공 미사일 시스템 | 1,520  | 2022 | --        | --   |

2024년 7월 24일, 우크라이나 총사령관 올렉산드르 시르스키 대장은 침공 2년 반 만에 러시아 육군이 전차 수를 1,700대에서 3,500대로 "두 배"로 늘렸고, 포병 시스템 수는 세 배로 늘었으며, 병력수송장갑차 수는 4,500대에서 8,900대로 증가했다고 보고했다.

## 계급 및 휘장
새롭게 부상한 러시아는 소련 육군의 대부분의 계급을 약간의 변경만을 거쳐 유지했다. 서구 스타일과의 주요 차이점은 독일 사용에서 유래한 대장과 같은 장군 계급 명칭의 일부 변형이다. 러시아군에서 사용되는 현대 계급 명칭의 대부분은 17세기 후반 현대 러시아군이 창설될 때 기존의 독일/프로이센, 프랑스, 잉글랜드, 네덜란드, 폴란드 계급에서 차용되었으며, 소련 시대를 거쳐 거의 변경 없이 이어져 왔다.

## 지휘관
총사령관 (1992–1997)

러시아 육군 총사령관 표장

- 블라디미르 세묘노프 (1992–1997)

주임정보국장 (1998–2001)
- 유리 부크레예프 (1998–2001)

총사령관 (2001–현재)
- 니콜라이 코르밀체프 (2001–2004)
- 알렉세이 마슬로프 (2004–2008)
- 블라디미르 볼디레프 (2008–2010)
- 알렉산드르 포스트니코프-스트렐초프 (2010–2012)
- 블라디미르 치르킨 (2012–2013)
- 세르게이 이스트라코프 (2013–2014, 대행)
- 올레그 살류코프 (2014–2025)
- 안드레이 모르드비체프 (2025–현재)

## 지상군의 날

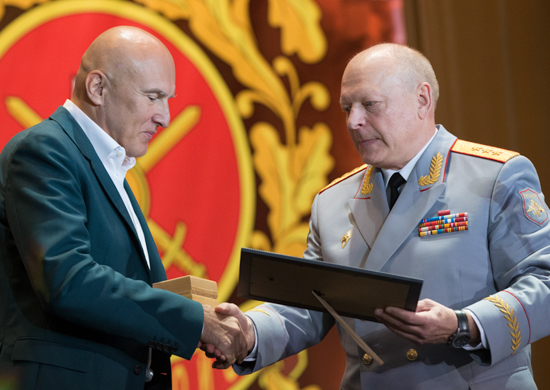
이고르 마트비옌코 (행진곡 "Forward, infantry!" 작곡가)와 올레그 살류코프 (2016년 지상군 군가 발표회에서)

2006년 5월 31일, 블라디미르 푸틴 대통령은 "러시아 연방군 전문 휴일 및 기념일 제정에 관한" 549호 대통령령에 서명하여 지상군의 날(틀:러시아어 위키백과)을 기념하도록 명령했다. 이 휴일의 날짜는 1550년 10월 1일 이반 4세 황제가 모스크바와 주변 지역에 1천 명의 병사들을 배치하여 스트렐치 지역 여단을 구성하도록 한 칙령을 기념하는 것으로, 이는 본질적으로 러시아 제국 육군의 향후 형성 및 발전에 중요한 문서가 되었다.
지상군의 날은 2006년 모스크바 프레오브라젠스카야 광장의 주님의 변용 교회에서 주교 예배와 함께 처음 기념되었다. 예배 시작 전, 세르게이 쇼이구 국방부 장관의 명령과 모스크바 총대주교 키릴의 칙령이 낭독되었는데, 이에 따라 주님의 변용 대성당은 공식적으로 러시아 연방 지상군의 주 사원이 되었다. 1년 후, 지상군 군가 채택과 함께 이 휴일이 기념되었다.
다음 휴일도 지상군에서 기념한다: 전차병의 날, 로켓군 및 포병의 날, 방공군의 날.

## 같이 보기
- 러시아 해군 보병
- 러시아와 소련군 여성
- 러시아 군사 기지 목록
- 러시아 연방 국방부의 상과 휘장

## 참고 자료
- Arbatov, Alexei (1998). 《Military Reform in Russia: Dilemmas, Obstacles, and Prospects》. 《International Security》 22 (The MIT Press). 83–134쪽. doi:10.2307/2539241. ISSN 0162-2889. JSTOR 2539241.
- Austin, Greg; Muraviev, Alexey D. (2001). 《The Armed Forces of Russia in Asia》. Tauris. ISBN 1-86064-485-6.
- Babakin, Alexander (2004년 8월 26일). 《Approximate Composition and Structure of the Armed Forces After the Reforms》. 《Nezavisimoye Voyennoye Obozreniye [Independent Military Review]》.
- Baev, Pavel (1996). 《The Russian Army in a Time of Troubles》. Oslo: International Peace Research Institute. ISBN 0-7619-5187-3.
- Bergmann, Max; Snegovaya, Maria; Dolbaia, Tina; Fenton, Nick (2023년 4월 14일). 《Out of Stock? Assessing the Impact of Sanctions on Russia's Defense Industry》 (영어). Washington DC: Center for Strategic and International Studies.
- Butowsky, Piotr (July 2007). “Russia Rising”. 《에어 포시스 먼슬리》.
- Central Intelligence Agency (2006). “World Fact Book”. 2022년 2월 25일에 원본 문서에서 보존된 문서. 2021년 1월 24일에 확인함.
- Dick, Charles. (November 1993). 《Russian Views on Future War, Part 3》. 《Jane's Intelligence Review》.
- “How are the mighty fallen”. 《이코노미스트》. 2005년 6월 30일. 2016년 3월 6일에 원본 문서에서 보존된 문서. 2011년 3월 1일에 확인함.
- Fes'kov, V.I.; Golikov, V.I.; K.A. Kalashnikov (2004). 《The Soviet Army In The Years Of The Cold War 1945–1991》. Tomsk University Publishing House. ISBN 5-7511-1819-7.
- Finch, Raymond C. “Why the Russian Military Failed in Chechnya”. 포트 리븐워스, KS: Foreign Military Studies Office. 2006년 10월 15일에 원본 문서에서 보존된 문서.
- Galeotti, Mark (February 1997). 《Moscow's armed forces: a city's balance of power》. 《Jane's Intelligence Review》.
- Giles, Keir (May 2007). “Military Service in Russia: No New Model Army” (PDF). CSRC. 2021년 12월 31일에 원본 문서 (PDF)에서 보존된 문서. 2011년 3월 1일에 확인함.
- Goltz, Alexander (2004). 《Military Reform in Russia and the Global War Against Terrorism》. 《슬라브 군사 연구 저널》 17. 29–41쪽. doi:10.1080/13518040490440647. S2CID 154254640.
- Heyman, Charles, 편집. (2005). 《Jane's World Armies》. Jane's Information Group. ISBN 978-0-7106-1389-9.
- Herspring, Dale (July 2006). 《Undermining Combat Readiness in the Russian Military》. 《Armed Forces & Society》 32. doi:10.1177/0095327X06288030. S2CID 110963490.
- Hertling, Mark (2022년 4월 11일). “I Commanded U.S. Army Europe. Here's What I Saw in the Russian and Ukrainian Armies”. 《The Bulwark》 (미국 영어). 2022년 7월 19일에 원본 문서에서 보존된 문서. 2022년 7월 19일에 확인함.
- IISS (2024). 《The Military Balance 2024》. Routledge.
- IISS (2023년 2월 15일). 《The Military Balance 2023》. Routledge.
- IISS (2022년 2월 14일). 《The Military Balance 2022》. Routledge. ISBN 978-0-367-46639-8.
- “The Military Balance”. International Institute for Strategic Studies. 2013년 1월 19일에 원본 문서에서 보존된 문서. 2011년 3월 1일에 확인함.
- IISS (2000). 《The Military Balance, 2000–2001》. Oxford University Press for the International Institute for Strategic Studies. ISBN 978-0-19-929003-1. ISSN 0459-7222.
- Lenskii, A.G.; Tsybin, M.M. (2001). 《The Soviet Ground Forces in the Last Years of the USSR》. St Petersburg: B&K Publishers.
- Lukin, Mikhail; Stukalin, Aleksander (2005년 5월 14일). “Vsya Rossiyskaya Armiya”. 《콤메르산트-Vlast》 (Moscow).
- James H. Brusstar; Ellen Jones (January 1995). “McNair Paper 34, The Russian Military's Role in Politics”. 2008년 1월 14일에 원본 문서에서 보존된 문서.
- Михайленко, Ігор (2022년 8월 22일). “Аналіз запасів танків РФ на базах зберігання за Уралом”. 2023년 5월 7일에 원본 문서에서 보존된 문서. 2023년 5월 9일에 확인함.
- Odom, William E. (1998). 《The Collapse of the Soviet Military》. Yale University Press. ISBN 0-300-07469-7.
- Orr, Michael (June 1998). The Russian Armed Forces as a factor in Regional Stability (PDF) (보고서). 분쟁연구센터. 2011년 3월 16일에 원본 문서 (PDF)에서 보존된 문서.
- Orr, Michael (2000). Better or Just Not So Bad? An evaluation of Russian combat performance in the Second Chechen War (PDF). Conflict Studies Research Centre. P31. 2010년 12월 19일에 원본 문서에서 보존된 문서. 2010년 9월 9일에 확인함.
- Orr, Michael (January 2003). The Russian Ground Forces and Reform 1992–2002 (보고서). Conflict Studies Research Centre. D67. 2010년 12월 19일에 원본 문서에서 보존된 문서. 2010년 9월 9일에 확인함.
- Parchomenko, Walter (1999). 《The State of Russia's Armed Forces and Military Reform》. 《The US Army War College Quarterly: Parameters》 29. doi:10.55540/0031-1723.1949. S2CID 234001418.
- Quartly, Alan (2003년 3월 8일). “Miss Shooting Range crowned”. 《BBC News》. 2008년 11월 23일에 원본 문서에서 보존된 문서. 2011년 3월 1일에 확인함.
- Roger R. Reese (2023), Russia's Army: A History from the Napoleonic Wars to the War in Ukraine, University of Oklahoma Press, Norman, OK.
- Robinson, Colin (2022년 8월 3일). “T-62s for Russian reserve units in Ukraine”. WavellRoom. 2023년 5월 9일에 원본 문서에서 보존된 문서. 2023년 5월 9일에 확인함.
- Robinson, Colin (2005). 《The Russian Ground Forces Today: A Structural Status Examination》. 《슬라브 군사 연구 저널》 18. 189–206쪽. doi:10.1080/13518040590944421. S2CID 145691472.
- Schofield, Carey (1991). 《Inside the Soviet Army》. London: 헤드라인. ISBN 0-7472-0418-7.
- Scott, Harriet Fast & Scott, William F. Russian Military Directories 2002 & 2004
- Suvorov, Viktor (1982). 《Inside the Soviet Army》. London: 맥밀런. ISBN 0-586-05978-4.
- Turbiville, Graham H. (1995). 《Mafia in Uniform: The Criminalisation of the Russian Armed Forces》. 포트 리븐워스: U.S. Army Foreign Military Studies Office.

## 더 읽어보기
- Ramm, Aleksei (2019). 《The Russian Army: Organization and Modernization》 (PDF). CNA Analytics & Solutions. 2025년 6월 18일에 원본 문서 (PDF)에서 보존된 문서. 2025년 6월 18일에 확인함.
- Harris, Catherine; W. Kagan, Frederick (2018). 《Russia's Military Posture: Ground Force Order of Battle》 (PDF). Institute for the Study of War. 2025년 6월 18일에 원본 문서 (PDF)에서 보존된 문서.